# Pseudocolaptes
Pseudocolaptes es un género de aves paseriformes perteneciente a la familia Furnariidae, que agrupa a especies nativas de la América tropical (Neotrópico), cuyas áreas de distribución se encuentran desde Costa Rica y Panamá, en América Central, y en América del Sur, a lo largo de las montañas costeras del norte de Venezuela y de los Andes hacia el sur, hasta el sureste de Perú y oeste de Bolivia. A sus miembros se les conoce por el nombre común de trepamusgos, y también corretroncos, barbablancas o cotíes.

## Etimología
El nombre genérico masculino «Pseudocolaptes» se compone de las palabras del griego «pseudos» que significa ‘falso’, ‘otro’, y «kolaptēs, kolaptō» que significa ‘picador’, ‘que pica’.

## Características
Las aves de este género son tres elegantes furnáridos bastante grandes, que miden entre 20 y 21,5 cm de longitud que exhiben llamativos y evidentes tufos de color blanco en el cuello, exclusivos del género. Son arborícolas y habitan en selvas húmedas, donde forrajean trepando a lo largo de grandes ramas horizontales, inspeccionando bromelias y otras epífitas en busca de insectos, a veces impulsionándose con la propia cola, para martillar y hurgar dentro de las plantas.

## Taxonomía
La especie fue P. johnsoni considerada conespecífica con P. lawrencii por diversos autores, y como especie separada por otros, como Aves del Mundo (HBW), Birdlife International (BLI) y el Congreso Ornitológico Internacional (IOC). El Comité de Clasificación de Sudamérica (SACC) no aprobó la Propuesta N° 28, de separación de la especie, debido a la insuficiencia de evidencias publicadas. Sin embargo, con base en las evidencias de diferencias morfológicas, de vocalización y genéticas, el SACC aprobó la separación en la Propuesta No 940.
Estudios genéticos indican que el presente género está hermanado al par formado por Premnornis y Tarphonomus.

## Lista de especies
Según la clasificación del Congreso Ornitológico Internacional (IOC) y Clements Checklist/eBird, el género agrupa a las siguientes especies con el respectivo nombre popular de acuerdo con la Sociedad Española de Ornitología (SEO), u otro:
| Imagen | Nombre científico             | Autor                    | Nombre común                         | Estado de conservación | Distribución |
| ------ | ----------------------------- | ------------------------ | ------------------------------------ | ---------------------- | ------------ |
|        | Pseudocolaptes lawrencii      | Ridgway, 1878            | trepamusgos barbablanca panameño     | LC                     |              |
|        | Pseudocolaptes johnsoni       | Lönnberg & Rendahl, 1922 | trepamusgos barbablanca del Pacífico | LC                     |              |
|        | Pseudocolaptes boissonneautii | (Lafresnaye, 1840)       | trepamusgos barbablanca andino       | LC                     |              |